# De Ontmoeting (Zaltbommel)
De Ontmoeting is een kerkgebouw te Zaltbommel, gelegen aan Nieuwe Tijningen 3. Het is de kerk van de Nederlandse Gereformeerde Kerken (NGK).

## Geschiedenis
Vanaf omstreeks 1950 (de Vrijmaking vond plaats in 1944) kerkte men aan Omhoeken 17, in een kerkje dat omstreeks 1900 werd gebouwd. Het betrof een sober gebouwtje onder zadeldak. Het kerkje bleef tot 1984 in gebruik. Daarna heeft nog een zangvereniging van het kerkje gebruik gemaakt, waarna het werd gesloopt.
In dit jaar verhuisde men naar een nieuw, groter kerkgebouw aan de Nieuwe Tijningen. In 2002 werd het gebouw nog uitgebreid en in 2009 kreeg het de naam "De Ontmoeting".  Het gebouw fungeert momenteel als kerk en in 2019 kreeg de gemeente een eigen kanaal, waardoor kerkdiensten online beschikbaar waren, wat vooral nuttig was tijdens de COVID-19-pandemie. In datzelfde jaar werden er plannen gemaakt voor een uitbreiding van het gebouw, waaronder de mogelijkheid om de zijzaal en het achterliggende gebouw te benutten, maar deze zijn tot op heden nog niet gerealiseerd.